# Apu-Trilogie
Apu-Trilogie ist die Bezeichnung für drei bengalische Filme des indischen Regisseurs Satyajit Ray aus den 1950er Jahren, die zu den wichtigsten Werken des internationalen Films gehören. Sie besteht aus den Einzelfilmen Pather Panchali (1955), Aparajito (1956) und Apur Sansar (1959). Namensgebend ist die Hauptfigur des Apu, dessen Leben von der Kindheit bis ins Mannesalter dargestellt wird. Sie wird verkörpert von Subir Bannerjee, Pinaki Sengupta, Smaran Ghosal und Soumitra Chatterjee.
Als Vorlage dienten die Romane Pather Panchali (1929) und Aparajito (1932) von Bibhutibhushan Bandyopadhyay. Die Musik zu diesen Filmen schrieb Ravi Shankar. Die mit geringem finanziellen Aufwand produzierten Filme wurden bei vielen internationalen Filmfestivals vorgestellt, wo es auch mehrere Auszeichnungen gab, unter anderem drei National Film Awards und Auszeichnungen auf den Filmfestivals in Cannes und Venedig. Die Apu-Trilogie wurde 2005 in die Time-Auswahl der besten 100 Filme von 1923 bis 2005 gewählt.